# Eric Stenbock
Le comte Stanislas Eric Stenbock (12 mars 1860- 26 avril 1895) est un poète balte et un auteur d'histoires macabres.

## Biographie
Stenbock était le comte de Bogesund et l'héritier d'un grand domaine proche de Kolk en Estonie, appartenant alors à l'Empire russe. Sa mère, Lucy Sophia Frerichs, était issue d'une famille de cotonniers de Manchester. Son père, le comte Erich Stenbock, descendait quant à lui d'une famille suédoise anoblie par Gustav Vasa et installée en Estonie, pendant l'époque suédoise, par la suite. Le père d'Eric étant mort alors qu'il n'était âgé que d'un an, ses biens furent confiés à son grand-père Magnus. En 1866, alors qu'il n'avait que dix-huit ans, il hérita cette fois de son grand-père paternel. 
Eric fit ses études au Balliol College à Oxford, mais ne les termina jamais. Cependant, à Oxford, Eric découvrit l'artiste et illustrateur homosexuel pré-raphaélite Simeon Solomon. D'autre part, il semble avoir eu une liaison avec le compositeur et chef d'orchestre Norman O'Neill. En 1885, le comte Magnus mourut, laissant à Eric le domaine familial et son titre comtal. Eric s'installa alors à Kolk pendant un an et demi; il retourna en Angleterre l'été 1887, durant lequel il sombra dans l'alcool et la drogue.
Stenbock vécut le plus souvent en Angleterre, et rédigea ses écrits en anglais. Il publia de son vivant quelques poèmes en vers, dont Love, Sleep, and Dreams, 1881, et Rue, Myrtle, and Cypress, 1883. En 1894, Stenbock publia The Shadow of Death, ses dernières poésies, et Studies of Death, un recueil de nouvelles qui furent favorablement accueillies par H. P. Lovecraft. 
Il mourut en 1895 à l'âge de trente-six ans, des suites d'une chute sur la tête. 
Le groupe Current 93 lui rendit hommage dans son album Faust, inspiré par la nouvelle du même nom de Stenbock.